# Bayi FC
Bayi FC (traditioneel Chinees: 八一, hanyu pinyin: Bāyī) of voluit Bayi van het Volksbevrijdingsleger (traditioneel Chinees: 中國人民解放軍八一足球俱樂部) is een Chinese voormalige voetbalclub, die voornamelijk in Beijing haar thuisbasis had. De club werd op 1 augustus 1927 (八一 is Chinees voor "1 augustus") opgericht als onderdeel van de sporttak van het Chinese communistische leger. 24 jaar lang speelde het op amateuristisch niveau, tot Bayi in 1951 deelnam aan de eerste editie van de nieuw opgerichte landelijke voetbalcompetitie. Twee jaar later won het de eerste landstitel, met uitsluitend spelers in de selectie die actief in militaire dienst waren; de trainer was wel een burger. Toen de Chinese voetbalcompetitie professioneel werd in 1994, stond de Chinese voetbalbond toe dat Bayi als enige club semi-professioneel zou blijven. Spelers werd toegestaan voldoende tijd te besteden aan hun militaire taken; buitenlandse spelers werden niet aangetrokken en sponsorcontracten werden niet afgesloten. Mede hierdoor degradeerde Bayi in 2003 uit de hoogste divisie van de Chinese competitie. In datzelfde jaar werd de club ontbonden. Shanghai Shenxin fuseerde in 2004 met het restant van Bayi.

## Erelijst
- Jia-A (landscompetitie)

Winnaar [5]: 1953, 1974, 1977, 1981, 1986
Runner-up [7]: 1961, 1962, 1965, 1978, 1985, 1990, 2000
- Chinese voetbalbeker

Winnaar [1]: 1990

## Bekende (oud-)spelers
- Hao Haidong[4]